# 장간
장간(蔣幹, ?~?)은 후한 말기의 군웅 조조(曹操) 휘하의 문신이다. 구강(九江) 사람이며, 자는 자익(子翼)이다. 재주와 말솜씨가 뛰어나 회남 일대에서는 독보적이었다고 전한다.

## 생애
적벽 전투에서 패배한 조조(曹操)는 209년 장간으로 하여금 주유(周瑜)가 귀순하도록 설득하게 했다.
장간은 남루한 차림으로 장강을 건너 주유를 찾아가 사적인 일로 찾아왔다고 둘러댔다. 그러나 주유는 장간이 찾아온 목적을 짐작하고 자신의 진영 내부를 샅샅이 보여준 다음 잔치를 베풀어 대접하였다. 이 자리에서 주유는 손권(孫權)에 대한 자신의 충성심을 강조하였고, 장간은 웃으며 들을 뿐 아무 말도 하지 않았다. 조조에게 돌아온 장간은 주유를 칭찬하며 말로 움직일 수 없었다고 보고했다.

## 《삼국지연의》에서의 장간
적벽에서 조조군과 손권군이 대치하고 있을 때 주유가 채모(蔡瑁)와 장윤(張允)이 지휘하는 수군 진영을 염탐하고 돌아가자 조조는 부하들에게 적을 항복시킬 계책을 물었다. 장간이 자신과 주유와의 친분을 이용하여 말로 설득하겠다고 자원하자 조조는 기뻐하며 장간을 보냈다.
주유는 진중에서 열린 잔치에 장간을 초대하고 장수들 앞에서 조조의 부하가 아닌 친구로써 온 것이라고 못박고 전쟁에 관해서는 누구도 말하지 못하도록 했다. 밤이 되어 주유의 군막 안에서 잘 때, 새벽에 사람들이 주유를 찾아와 채모와 장윤이 내통한 것처럼 연극을 하였다. 여기에 속은 장간은 황급히 조조에게 돌아가 이를 알렸기 때문에 수전에 능한 채모와 장윤은 처형되었다.
이후 다시 주유를 찾아갔으나 주유는 화를 내며 장간을 암자에 가두었다. 장간은 암자 근처에서 글을 읽는 방통(龐統)을 만났는데, 방통이 주유를 비판하자 기뻐하며 조조에게 데려가 소개했다. 방통은 조조에게 전함을 쇠사슬로 묶어 연결할 것을 건의했고, 조조는 방통의 말을 따랐다. 그러나 전투 개시 후 손권군이 붙인 불이 재빠르게 번지면서 대패하는 원인이 되었다. 장간은 적벽 전투가 끝난 후 더 이상 등장하지 않는다.

## 같이 보기
- 삼국지 인물 목록